# Enrico Catuzzi
Enrico Catuzzi (* 23. September 1946 in Parma; † 28. November 2006 ebenda) war ein italienischer Fußballspieler und späterer -trainer. Als Aktiver weitgehend erfolglos, coachte er später unter anderem die AS Bari, Pescara Calcio und in Nachfolge Zdeněk Zemans die US Foggia.

## Spielerkarriere
Enrico Catuzzi wurde am 23. September 1946 in Parma in der norditalienischen Region Emilia-Romagna geboren. Mit dem Fußballspielen begann er allerdings nicht in seiner Heimatstadt, sondern beim kleineren Amateurklub Scafatese Calcio in Kampanien, wo er ab 1965 in der ersten Mannschaft zu finden war und für den Verein in einem Jahr insgesamt zehn Spiele mit einem Tor machte. Danach schloss sich Catuzzi der SSC Neapel an, wo er in der Folge von 1966 bis 1969 unter Vertrag stand, sich allerdings nicht durchsetzen konnte. In dieser Zeit steht kein einziges Ligaspiel in der Vita des Mittelfeldakteurs. Obwohl er nicht zu einem Einsatz kam, zählt Enrico Catuzzi dennoch zur siegreichen Mannschaft der SSC Neapel im Alpenpokal 1966.
Von 1969 bis 1971 spielte Catuzzi daraufhin bei der AC Perugia. Beim aufstrebenden Zweitligisten kam er aber erneut nicht über die Rolle des Reservisten hinaus und absolvierte in zwei Jahren gerade einmal drei Ligaspiele, in denen ihm immerhin ein Torerfolg gelang. Perugia wurde in der Serie B Zehnter und Sechster.
Danach folgten noch jeweils einjährige Engagements beim FBC Savona von 1971 bis 1972 sowie bei der US Fiorenzuola von 1972 bis 1973. In letztgenanntem Jahr beendete Enrico Catuzzi seine fußballerische Laufbahn im Alter von nur 27 Jahren.

## Trainerkarriere
Nach dem Ende seiner Spielerkarriere wurde Enrico Catuzzi Trainer. In dieser Funktion begann er in seiner Heimatstadt beim AC Parma als Jugendtrainer. Diese Amtszeit ging von 1975 bis 1978, ehe Catuzzi zur SSC Palermo wechselte, um dort in gleicher Funktion zu arbeiten. Nach einem Jahr auf Sizilien wurde er unter Giulio Corsini Co-Trainer der AS Bari. Nach Corsinis Entlassung Ende April 1979 übernahm Catuzzi die Zweitligamannschaft des Vereins bis zum Saisonende und erreichte noch den Klassenerhalt. Danach kehrte er aber wieder in den Jugendbereich zurück und coachte bis 1981 die Jugendauswahl des AS Bari. Mit dieser gewann Enrico Catuzzi in der Saison 1980/81 die Coppa Italia Primavera.
Nach 28 Spieltagen der Serie B 1980/81 wurde Enrico Catuzzi Nachfolger des entlassenen Antonio Renna beim AS Bari und verhalf der Mannschaft erneut noch zum Klassenerhalt. Diesmal wurde Catuzzi darüber hinaus fest als Cheftrainer eingestellt und stand bis 1983 an der Seitenlinie des AS Bari. In der ersten Saison verpasste man den Aufstieg in die Serie A nur um zwei Punkte gegenüber dem SC Pisa. Die Folgesaison lief jedoch wesentlich schlechter für den AS Bari, denn man fand sich schnell im Abstiegskampf wieder. Nach 25 Spieltagen trennte sich der Verein von Enrico Catuzzi und ersetzte ihn durch Luigi Radice, der den Abstieg in die Drittklassigkeit als Letzter der Serie B aber nicht verhindern konnte. Zur Saison 1983/84 übernahm Catuzzi beim FC Varese, mit dem er Zehnter in der Serie B wurde. Nächster Arbeitsplatz des Trainers wurde das Stadio Adriatico von Pescara Calcio, wo er von 1984 bis 1986 coachte. Nachdem im ersten Jahr Platz sieben in der Serie B belegt wurde, endete die Saison 1985/86 eigentlich mit dem Abstieg in die Serie C1. Aufgrund eines Lizenzentzuges gegen den SSC Palermo verblieb Pescara Calcio aber in der Serie B, Enrico Catuzzi verlor seinen Job dennoch.
Dieser kehrte daraufhin zum Erstligaabsteiger AS Bari zurück, mit dem er in der Serie B 1986/87 nur Neunter wurde. Auch im Folgejahr wurde mit Platz sieben der angepeilte Aufstieg verpasst, Catuzzis Vertrag verlängerte sich nicht. Dieser coachte in der ersten Hälfte der Serie B 1988/89 den FC Piacenza, der in jener Saison jedoch absteigen musste. Catuzzi wurde schon früh entlassen, am Saisonausgang änderte aber auch dessen Nachfolger Attilio Perotti nichts. Nach einem Jahr Pause übernahm Enrico Catuzzi 1990 den Drittligisten AC Mantova, mit dem er jedoch auch abstieg. Danach arbeitete er ein Jahr lang wieder als Jugendtrainer, diesmal bei Lazio Rom, ehe er im Sommer 1992 den damaligen Serie-C1-Verein Vis Pesaro übernahm, mit diesem Vierzehnter wurde und die Klasse eigentlich hielt. Allerdings ging Vis Pesaro im Sommer 1993 in Konkurs und musste zwangsabsteigen, Enrico Catuzzi verließ den Verein daraufhin. 1994 war er kurz Trainer des SC Leffe, ebenfalls in der Serie C1.
Im Sommer 1994 wurde Enrico Catuzzi, italienweit bekannt für seine moderne Spielweise der Zonenverteidigung und sein taktisches System des 4-3-3, Nachfolger des tschechischen Erfolgstrainers Zdeněk Zeman bei der US Foggia. Der Verein hatte zuvor in drei Jahren mit relativ beschränkten finanziellen Mitteln und hoch offensivem Fußball für Überraschungen in der Serie A gesorgt und erhielt den Beinamen Foggia dei Miracoli. Mit dem Weggang Zemans zu Lazio Rom wurde allerdings auch der Erfolg der US Foggia weniger. Unter Catuzzi wurde die Mannschaft nur Sechzehnter in der Serie A 1994/95 und stieg damit ab. Bis heute schaffte Foggia nicht den Wiederaufstieg, wodurch Enrico Catuzzi der bis heute letzte Erstligatrainer des Traditionsvereins ist. In der Coppa Italia 1994/95 drang Catuzzi mit der US Foggia bis ins Halbfinale vor, wo man aber mit 2:4 nach Hin- und Rückspiel dem AC Parma unterlag.
Catuzzis folgende Stationen beim AC Pistoise 1996 sowie Como Calcio 1997 waren nicht von Erfolg geprägt. Mit Acireale Calcio stieg er 1998/99 in die Serie C2 ab. Seine letzte Anstellung als Fußballtrainer hatte Catuzzi 2000 und 2001 beim bulgarischen Rekordmeister ZSKA Sofia. Auch hier blieben wirkliche Erfolge aber aus.
Danach zog sich Catuzzi aus dem Fußballgeschäft zurück. Er starb am 28. November 2006 mit 60 Jahren in seiner Geburtsstadt Parma an den Folgen eines Herzinfarkts.

## Erfolge

### Als Spieler
- Alpenpokal: 1×

1966 mit dem SSC Neapel

### Als Trainer
- Coppa Italia Primavera: 1×

1980/81 mit dem AS Bari